# Regione di Homel'
La regione di Homel' (in bielorusso Гомельская вобласць?, Homel'skaja voblasć) o oblast' di Gomel' (in russo Гомельская область?, Gomel'skaja oblast') è una delle sei regioni della Bielorussia. È stata tra le aree più colpite dalle radioattività a seguito del disastro di Černobyl'.

## Geografia fisica
La regione si trova nella Bielorussia sudorientale, al confine con Russia ed Ucraina. Le regioni confinanti sono quelle di Brėst (Brest), Minsk e Mahilëŭ (Mogilëv).

## Suddivisione
La regione è divisa in 21 distretti più 2 urbani (Homel'/Gomel' e Mazyr/Mozyr'). Qui riportato l'elenco:

## Lista
| Localizzazione | Stemma | Distretto     | Capoluogo (in bielorusso/russo) | Popolazione (2009) | Superficie (km2) |
|                |        | Akcjabrski    | Akcjabrski/Oktjabr'skij         | 15.989             | 1.381,19         |
|                |        | Brahin        | Brahin/Bragin                   | 14.211             | 1.960,46         |
|                |        | Buda-Kašalëva | Buda-Kašalëva/Buda-Košelëvo     | 35.738             | 1.594,50         |
|                |        | Čačėrsk       | Čačėrsk/Čečersk                 | 15.790             | 1.229,88         |
|                |        | Chojniki      | Chojniki                        | 22.412             | 2.027,74         |
|                |        | Dobruš        | Dobruš                          | 40.632             | 1.452,72         |
|                |        | El'sk         | El'sk                           | 17.839             | 1.365,68         |
|                |        | Homel'        | Homel'/Gomel'                   | 69 930             | 1.955,79         |
|                |        | Kalinkavičy   | Kalinkavičy/Kalinkoviči         | 64.055             | 2.756,24         |
|                |        | Karma         | Karma/Korma                     | 15.456             | 949,15           |
|                |        | Lel'čycy      | Lel'čycy/Lel'čicy               | 27.722             | 3.221,31         |
|                |        | Loeŭ          | Loeŭ/Loev                       | 14.346             | 1.045,53         |
|                |        | Mazyr         | Mazyr/Mozyr'                    | 128.817            | 1.603,47         |
|                |        | Naroŭlja      | Naroŭlja/Narovlja               | 11.371             | 1.588,82         |
|                |        | Petrykaŭ      | Petrykaŭ/Petrikov               | 33.960             | 2.835,18         |
|                |        | Rahačoŭ       | Rahačoŭ/Rogačëv                 | 60.933             | 2.066,99         |
|                |        | Rėčica        | Rėčica/Rečica                   | 104.781            | 2.713,95         |
|                |        | Svetlahorsk   | Svetlahorsk/Svetlogorsk         | 90.125             | 1.899,91         |
|                |        | Vetka         | Vetka                           | 18.766             | 1.558,62         |
|                |        | Žlobin        | Žlobin                          | 104.871            | 2.110,77         |
|                |        | Žytkavičy     | Žytkavičy/Žitkoviči             | 40.838             | 2 916,27         |
| -------------- | ------ | ------------- | ------------------------------- | ------------------ | ---------------- |

## Città

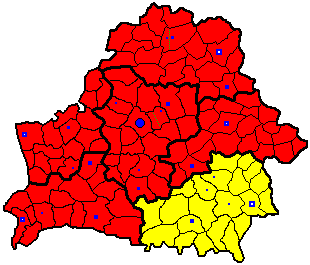
Mappa a suddivisione distrettuale

### Centri maggiori
- Homel' (481.700)
- Mazyr (111.800)
- Žlobin (72.800)
- Svetlahorsk (71.700)
- Rėčica (66.200)
- Kalinkavičy (38.000)
- Rahačoŭ (34.700)

### Altri centri
- Buda-Kašalëva
- Čačėrsk
- Dobruš
- Žytkavičy
- Grabovka